# Armando Tobar
Armando Segundo Tobar Vargas (* 7. Juni 1938; † 18. November 2016 in Viña del Mar) war ein chilenischer Fußballspieler. Auf Vereinsebene für die Santiago Wanderers und Universidad Católica aktiv, nahm er mit der Nationalmannschaft seines Heimatlandes an den Fußball-Weltmeisterschaften 1962 und 1966 teil und erreichte bei erstgenanntem Turnier den dritten Platz.

## Karriere

### Vereine
Armando Tobar begann seine fußballerische Laufbahn bei den Santiago Wanderers in Valparaíso. Im Alter von 20 Jahren debütierte der Angreifer 1958 in der ersten Mannschaft der Wanderers und wurde im ersten Jahr gleich chilenischer Meister. Die Saison 1958 beendeten die Santiago Wanderers auf dem ersten Platz in der Primera División mit einem Vorsprung von einem Zähler auf CSD Colo-Colo. Es war der erste Titelgewinn überhaupt in der Vereinsgeschichte der Santiago Wanderers. Armando Tobas spielte von 1958 bis 1961 für den Verein, ehe er in die Hauptstadt Santiago de Chile wechselte und fortan für CD Universidad Católica auflief.
Auch mit seinem neuen Arbeitgeber gelang Armando Tobas ein Titelgewinn in der chilenischen Primera División. Schon im ersten Jahr nach seiner Ankunft im Osten von Santiago de Chile gelang ihm mit seiner Mannschaft der Einzug ins Entscheidungsspiel um die Meisterschaft, wo man allerdings dem Stadtrivalen Universidad de Chile mit 3:5 unterlegen war. Armando Tobar traf dabei zum zwischenzeitlichen 1:2. Nachdem man im Jahr darauf Fünfter wurde, musste man sich 1964 erneut Universidad de Chile knapp geschlagen geben. Nachdem auch 1965 Universidad de Chile knapp besser war, gelang in der Primera División 1966 schließlich der Titelgewinn. Nach dem Ende aller Spieltage stand das Team um Spieler wie Alberto Fouillioux, Ignacio Prieto Urrejola oder Adán Godoy auf dem ersten Tabellenplatz mit vier Punkten vor Colo-Colo und erzielte damit den vierten Meistertitel der Vereinsgeschichte. In den beiden letzten Jahren von Armando Tobars Tätigkeit für Universidad Católica musste man sich dann aber wieder Universidad de Chile beziehungsweise den Santiago Wanderers beugen.
Armando Tobar beendete seine fußballerische Laufbahn 1968 im Alter von 30 Jahren im Trikot von Universidad Católica.

### Nationalmannschaft
Zwischen 1959 und 1967 brachte es Armando Tobar auf insgesamt 33 Länderspiele für die chilenische Fußballnationalmannschaft. Ein Torerfolg gelang ihm dabei nicht. Von Nationaltrainer Fernando Riera wurde er ins Aufgebot der Südamerikaner für die Fußball-Weltmeisterschaft 1962 im eigenen Land berufen. Bei dem Turnier wurde Tobar in vier Spielen seiner Mannschaft eingesetzt. Nachdem er die ersten beiden Gruppenspiele gegen die Schweiz und Italien noch verpasst hatte, lieferte er sein WM-Debüt beim letzten Gruppenspiel gegen die Bundesrepublik Deutschland (Endstand: 0:2) ab. Im weiteren Turnierverlauf behielt Tobar seinen Platz in der chilenischen Mannschaft und absolvierte sowohl den 2:1-Erfolg gegen die Sowjetunion im Viertelfinale, als auch die 2:4-Niederlage gegen den späteren Weltmeister Brasilien im Halbfinale. Auch im Spiel um den dritten Platz gegen Jugoslawien (Endstand: 1:0) setzte Riera ihn ein.
Vier Jahre später gehörte Armando Tobar auch zum chilenischen Kader, der von Nationalcoach Luis Álamos für die Fußball-Weltmeisterschaft 1966 in England nominiert wurde. Als Gruppenletzter der Vorrunde schied das chilenische Team diesmal jedoch früh aus. Armando Tobar spielte nur im ersten Gruppenspiel seiner Mannschaft, der 0:2-Niederlage gegen Italien. Die beiden weiteren Matches gegen Nordkorea (Endstand: 1:1) und die Sowjetunion (Endstand: 1:2) verpasste der Angreifer.

## Trainer
Nach seiner aktiven Spielerlaufbahn wurde Armando Tobar als Trainer hauptsächlich in der Primera División tätig, allerdings sollte keine Station länger als zwei Jahre dauern. Bei CD Huachipato, Everton de Viña del Mar und den Santiago Wanderers war Tobar jeweils zwei Mal im Traineramt.

## Erfolge
Chilenische Meisterschaft:
1958 mit den Santiago Wanderers
1966 mit Universidad Católica